# Célida López Cárdenas
Célida Teresa López Cárdenas (Puerto Peñasco, Sonora; 15 de diciembre de 1977) es una política y licenciada en derecho, fue presidente del municipio de Hermosillo por el partido Morena de 2018 a 2021, ex titular de la Secretaría de Turismo de Sonora, fue titular de la Jefatura de la Oficina del Ejecutivo del Estado de Sonora. 
Actualmente es candidata al Senado por el Partido del Trabajo, en fórmula con Froylán Gámez, ambos se denominan como el Plan C.
Cuenta con una maestría en ciencias políticas y especialidad en Instituciones y Procesos Políticos, además, un MBA en Dirección de Empresas por el IPADE. Presidió la Comisión de Justicia y Derechos Humanos de la XLI Legislatura en el Congreso del Estado. También fue Subsecretaria de Participación Ciudadana y Enlace Institucional en el Gobierno del Estado de Sonora. Del 2011 hasta el año 2015 fue presidente de la Junta Estatal de Participación Sonorense y Coordinadora Estatal de Relaciones Públicas de la Secretaría de Salud del Gobierno de Baja California. De 2015 a 2018 fue diputada local en la LXI Legislatura por el Distrito II del estado de Sonora representando al Partido Acción Nacional (PAN).
En el 2018 se postuló como candidata a la alcaldía del municipio de Hermosillo por el partido Movimiento Regeneración Nacional (Morena), quedando electa, convirtiéndose en la tercera mujer en la historia de Hermosillo en ser presidente municipal a través  del voto. Ocupó el cargo de alcaldesa hasta el 8 de abril de 2021, fecha en que pidió licencia para competir por la reelección a la alcaldía de Hermosillo en las Elecciones estatales de Sonora de 2021, siendo esta la primera vez que un alcalde busca una reelección en la capital. El 11 de junio de 2021, tras perder la reelección a la alcaldía de Hermosillo, regresa a concluir su trienio. El 6 de septiembre de 2021 el gobernador electo de Sonora Alfonso Durazo, incluyó a López Cárdenas en su gabinete, haciendo saber que ella estaría a cargo de la Secretaría de Turismo estatal una vez iniciara su gobierno.

## Alcaldesa de Hermosillo
En su periodo como alcaldesa de Hermosillo, conformó un gobierno ciudadano y paritario, el primero en la historia de la ciudad. Redujo la deuda pública en un 5% por primera vez en años en la capital sonorense. Canceló una concesión multimillonaria del servicio de alumbrado y realizó las Fiestas del Pitic edición 2019, que rompieron récord al concentrar más de 60 mil personas en un magno evento con artistas de calidad y talla internacional.